# 狮鼻纲鳞鳕
狮鼻纲鳞鳕（学名：Nezumia condylura），或稱獅鼻奈氏鱈，为长尾鳕科纲鳞鳕属的鱼类。分布于日本南部千叶县到宫崎县等太平洋海域以及东中国海琉球海沟等，属于西北太平洋深海底层鱼类。其常见于水深360-910米。该物种的模式产地在骏河湾。